# Neînvinsă-i dragostea
Neînvinsă-i dragostea este un film românesc din 1994 regizat de Mihnea Columbeanu. Rolurile principale au fost interpretate de actorii Dana Măgdici, Geo Costiniu, Dorina Lazăr, Valentin Uritescu.

## Distribuție
Distribuția filmului este alcătuită din:
- Andrei Duban — Cezar Juravlea
- Mara Grunovici — Doina Agopian
- Laurențiu Lazăr — Sergiu Palade
- Valentin Uritescu — Iacob Lazăr
- Cornelia Alexoi Columbeanu — Felicia Palade
- Papil Panduru — Plt. Mușuroaie
- Delia Sabău — Rosaura Racoviceanu
- Geo Costiniu — Aurică Căpățână
- Dan Fințescu — Angel Palade
- Floriela Grappini — Venera Ganea
- Ion Dichiseanu — Dr. Burlacu
- Dorina Lazăr — Elisabeta Lazăr
- Sebastian Papaiani — Cpt. Topârceanu
- Dana Măgdici — Magdalena Lazăr
- Vistrian Roman — Belizarie Ispas

## Primire
Filmul a fost vizionat de 28.405 spectatori de spectatori în cinematografele din România, după cum atestă o situație a numărului de spectatori înregistrat de filmele românești de la data premierei și până la data de 31 decembrie 2014 alcătuită de Centrul Național al Cinematografiei.